# رون ستيل (لاعب كرة قدم)
رون ستيل (بالإنجليزية: Ron Still)‏ هو لاعب كرة قدم بريطاني في مركز الهجوم، ولد في 10 يونيو 1943 في أبردين في المملكة المتحدة. لعب مع نادي برينتفورد ونادي مارغيت ونوتس كاونتي.